# Georg Hofmann (Politiker, 1923)

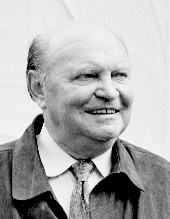
Georg Hofmann an seinem 75. Geburtstag am 11. Juli 1998

Georg Hofmann (* 11. Juli 1923 in Uffenheim; † 10. April 2012 in Ellingen) war ein deutscher Politiker der CSU. Er war der letzte Landrat des Landkreises Weißenburg.

## Leben
Georg Hofmann besuchte die Volksschule in Uffenheim, danach die Gymnasien in Würzburg und München. Er legte das Abitur ab und trat mit 19 Jahren in die Wehrmacht ein. 1946 wurde er aus der Kriegsgefangenschaft entlassen.
1946 war er eines der ersten Mitglieder der CSU. Er studierte Jura und legte seine Referendarzeit beim Oberlandesgericht Nürnberg ab. Nach seiner Promovierung war er bei den Landratsämtern Rothenburg und Fürth beschäftigt. 1959 kandidierte er für das Amt des Landrates im Landkreis Weißenburg und wurde Nachfolger von Fritz Staudinger. Bei der ersten Wahl des 1972 nach der Gemeindegebietsreform in Bayern gegründeten neuen Landkreises Weißenburg-Gunzenhausen unterlag er dem parteilosen Karl Friedrich Zink. Dieser war vorher der letzte Landrat des Landkreises Gunzenhausen gewesen. Damit war Hofmann der letzte Landrat des Altlandkreises Weißenburg. Der in Ellingen wohnende Hofmann blieb weiterhin für die CSU und im Bezirkstag des Bezirks Mittelfranken aktiv.
Georg Hofmann war 1969 mitverantwortlich für die Gründung des Naturparks Altmühltal. Dort wurde er zum Ehrenvorstand berufen.